# Коломейцева-Гайдай, Ирина Викторовна
Ирина Викторовна Коломейцева-Гайдай (23 апреля 1979, Одесса) — украинская гонщица, основатель команды Tsunami RT.

## Биография
Ирина Коломейцева-Гайдай родилась в Одессе. Окончила факультет гражданской и хозяйственной юстиции Одесской национальной юридической академии.
C 2003 года профессионально занимается автоспортом, становится одним из лучших украинских штурманов. Окончила Porsche Sport Driving School Italy летнюю и зимнюю программы в 2013 году. Прошла обучение у Евгения Васина (Карелия — лед, Греция — гравий), штурман Алексей Щукин. Оба победители Кубка Европы.
В 2011—2012 годах принимала участие в Литовском раллийном чемпионате с Бенедиктасом Ванагасом|.
В 2012 году Ирина заняла 4-е место в классе N4 на Этапе Чемпионата мира по ралли в Швеции.
Доберман Amigo Ирины Коломейцевой-Гайдай имеет множество чемпионских наград.

## Команда Tsunami RT
В 2007 году основала команду Tsunami RT, в которой поначалу выступала и сама.
На старте сезона команда была представлена двумя экипажами, заявленными в разных классах — А3 (автомобили с приводом на одну ось и рабочим объемом двигателя до 2000 куб.см, включая кит-кары) и У2 (национальный класс для моноприводной техники, представленный преимущественно автомобилями ВАЗ-2108 различного уровня подготовки).
Основной ударной силой Tsunami Rally Team являлся одесский дуэт Игоря Сторчака и Ирины Коломейцевой на Lada 112 Kit Car (с 1,6-литровым двигателем), сразу ставший одним из фаворитов класса А3.
Ирина Коломейцева-Гайдай занимается управленческой деятельностью команды на позиции директора.
Под её руководством Tsunami RT становится официальной командой Porsche Carrera Cup.
В 2015 году на соревнованиях за команду выступают 2 пилота: Александр Гайдай и Ком Ледогар.
В команде работают представители 6 стран — Украины, Франции, Греции, Италии, России и Германии.
Команда выступает сразу в двух сериях PCCI & PCCF.
В 2015 году Команда стала Чемпионом PCCI.